# Sangita Tripathi
Sangita Tripathi (París, 8 de julio de 1968) es una deportista francesa que compitió en esgrima, especialista en la modalidad de espada.
Ganó dos medallas en el Campeonato Mundial de Esgrima, oro en 1998 y plata en 1995, y dos medallas en el Campeonato Europeo de Esgrima, oro en 1994 y bronce en 1996.
Participó en los Juegos Olímpicos de Sídney 2000, ocupando el quinto lugar en el torneo por equipos y el 14.º en la prueba individual.

## Palmarés internacional
| Campeonato Mundial | Campeonato Mundial        | Campeonato Mundial | Campeonato Mundial |
| Año                | Lugar                     | Medalla            | Prueba             |
| ------------------ | ------------------------- | ------------------ | ------------------ |
| 1995               | La Haya (Países Bajos)    | Medalla de plata   | Espada por equipos |
| 1998               | La Chaux-de-Fonds (Suiza) | Medalla de oro     | Espada por equipos |
| Campeonato Europeo |                           |                    |                    |
| Año                | Lugar                     | Medalla            | Prueba             |
| 1994               | Cracovia (Polonia)        | Medalla de oro     | Espada individual  |
| 1996               | Limoges (Francia)         | Medalla de bronce  | Espada individual  |